# Edwin B. Forsythe National Wildlife Refuge
L'Edwin B. Forsythe National Wildlife Refuge est une aire protégée américaine située à Atlantic City, dans le comté d'Ocean, au New Jersey. Ce National Wildlife Refuge créé en 1984 est un site Ramsar depuis le 18 décembre 1986.